# Oniichan dakedo ai sae areba kankeinai yo ne!
Onii-chan dakedo ai sae areba kankeinai yo ne! (お兄ちゃんだけど愛さえあれば関係ないよねっ? lett. "Finché c'è amore, non importa se lui è mio fratello!"), abbreviato in Oniai, è una serie di light novel scritta da Daisuke Suzuki e illustrata da Gekka Urū. La serie è pubblicata dalla Media Factory sotto l'etichetta MF Bunko J a partire da dicembre 2010, ed al maggio 2012, sono stati pubblicati sei volumi. Una serie manga realizzata da Kurō Rokushō ha iniziato ad essere serializzata nel dicembre 2011 sulla rivista seinen della Media Factory Monthly Comic Alive. Un adattamento animato della Silver Link è stato trasmesso in Giappone da ottobre a dicembre 2012.

## Trama
Dopo sei anni, in seguito alla morte dei propri genitori, i gemelli Himenokōji, Akito ed Akiko si riuniscono e ricominciano a vivere insieme. Benché le cose sembrino andare bene all'inizio, Akiko presto inizia a nutrire un amore incestuoso nei confronti del fratello, che al contrario vede nella ragazza soltanto una sorella.

## Personaggi
Akito Himenokōji (姫小路 秋人?, Himenokōji Akito)
Doppiato da: Ryōta Ōsaka
Il protagonista della storia. Akito , recentemente riunito con sua sorella dopo essere stati separati per sei anni, si trasferisce nella sezione A del secondo anno all'istituto Saint Liliana. Egli è generalmente pigro e spera di vivere una vita normale, ma usa anche la sua piena determinazione per raggiungere i suoi obiettivi. Ha iniziato a prendersi cura di sua sorella quando era molto piccolo, ma quando i loro genitori sono morti, i due si sono separati. Dopo sei anni, è stato finalmente in grado di riunirsi con lei e di trasferirsi a vivere da soli, per scoprire che Akiko ha un complesso del fratello, che aveva sviluppato durante il periodo di separazione. Successivamente scopre che è stato effettivamente adottato dai suoi ex genitori, e che non ha alcun legame di sangue con la sorella, ma ha scelto di tenere questo fatto segreto, soprattutto a lei. Ama prendere in giro Akiko, o guardare gli altri prenderla in giro. Akito è abbastanza iperprotettiva verso Akiko, e la gente intorno a lui spesso commenta dicendo di avere il complesso della sorella, anche se lui insiste che lui la vede solo come la sua sorellina. Dal momento che vivono da soli, scrive segretamente la loro vita su romanzi erotici, sul rapporto incestuoso tra fratello e sorella, con lo pseudonimo di Koichiro Shindo, ed è diventato un autore famoso. Egli usa il loro rapporto come impostazione, con i nomi dei personaggi molto simili ai propri. Gli viene dato il compito di Vice-Assistente del Proxy del segretario del Consiglio. Tecnicamente, è l'assistente della segretaria, Akiko.
Akiko Himenokōji (姫小路 秋子?, Himenokōji Akiko)
Doppiato da: Ibuki Kido
Studentessa del secondo anno all'istituto Saint Liliana. È la sorella di Akito, ha un bell'aspetto e modi gentili. Tuttavia, ha un gravissimo complesso del fratello, ed ha spesso la forte tendenza a sedurre Akito. Lei è anche molto orgogliosa del suo complesso e non fa nessuno sforzo per nasconderlo, ma allo stesso tempo, nega che suo fratello abbia a sua volta un complesso della sorella. Segretaria del Consiglio degli Studenti, è molto riluttante quando Akito interagisce con gli altri membri del consiglio. Non sa che Akito non ha alcun legame di sangue con lei e crede che siano gemelli, in base alla loro madre defunta. Fan di Koichiro Shindo, vuole che suo fratello sia aggressivo come il fratello nel romanzo di Koichiro Shindo, ma non sa che Koichiro Shindo è in realtà suo fratello, e che l'inizio del suo romanzo si basa proprio sul loro rapporto.
Anastasia Nasuhara (那須原 アナスタシア?, Nasuhara Anasutashia)
Doppiato da: Minori Chihara
Studentessa del secondo anno all'istituto Saint Liliana e Vicepresidente del Consiglio degli Studenti, è la figlia del proprietario dell'industria Nasuhara, una società a livello mondiale. Ha una personalità fredda e spesso fa strane domande, come chiedere ad Akito, al loro primo incontro, se lui è vergine. È rivale di Akiko ed è orgogliosa di questo. Prevale infatti, sempre di misura, in quasi tutto, dall'altezza, all'educazione, dalle dimensioni del seno al piazzamento in classifica durante le elezioni di Miss Saint Liliana e per il Consiglio studentesco. Tuttavia è estremamente carente nel fare le faccende domestiche, a causa delle abitudini contratte in seno alla sua ricca famiglia, al punto che lei sarà lieta di ammetterlo e di sfuggire ai suoi doveri. Ama anche le cose molto carine, infatti ha moltissime bambole e peluche in camera sua. Essa esige che Akito la chiami Ana, ma lui non lo fa perché gli sembrerebbe strano chiamare una ragazza buco (perché Ana (穴) significa buco in giapponese).
Ginbei Haruomi Sawatari (猿渡 銀兵衛 春臣?, Sawatari Ginbei Haruomi)
Doppiato da: Asami Shimoda
Amica d'infanzia di Akito. Pur avendo un nome e il modo di parlare da ragazzo, Ginbei è una ragazza ed è segretamente innamorata di Akito. Grazie alla sua tradizione di famiglia di mercanti, è cresciuta come un ragazzo e non ha permesso di fare un lavoro per se stessa, e vivere solo sul sostegno finanziario della sua famiglia. Si è poi trasferita all'istituto Saint Liliana divenendo il ragioniere del Consiglio degli Studenti. Nonostante il fatto che persino osato di spostarsi e trasferirsi per tutte le scuole a seguire Akito, lui si riferisce spesso a lei involontariamente come la sua migliore amica (normale), che la delude molto. Lei ha l'abitudine di borbottare l'ignoranza di Akito ogni volta che lui trascura i suoi sentimenti.
Arashi Nikaidō (二階堂 嵐?, Nikaidō Arashi)
Doppiato da: Eri Kitamura
Studentessa del terzo anno all'istituto Saint Liliana e Presidente del Consiglio degli Studenti. Ha sempre la Coda di cavallo. Ha l'eterocromia e viene spesso visto indossarle una benda sull'occhio destro. Porta spesso con sé anche la Katana. Ha i migliori voti di tutti gli allievi del 3º anno ed è una potente leader, è infatti in grado non solo di gestire la maggior parte dei lavori del Consiglio degli studenti da sola, ma anche di prendere il controllo della maggior parte delle attività della scuola. Lei è bisessuale e sessualmente molto aggressiva, sostenendo che ha avuto oltre 30 amanti, guadagnando così il soprannome di "The Predator". Tuttavia, più tardi nella storia decide di rompere pacificamente con i suoi amanti , al fine di rendere il Consiglio degli studenti nel suo harem e di sedurli. In realtà lei è la cugina di Akito, prima della sua adozione da parte dei suoi genitori, e sa che Akito è stato adottato dalla sua famiglia, e decide di sostenerlo quanto può. Lei è l'unica che sa che Koichiro Shindo è in realtà lo pseudonimo di Akito.
Arisa Takanomiya (鷹ノ宮 ありさ?, Takanomiya Arisa)
Doppiato da: Sumire Morohoshi
Figlia della famiglia adottiva di Akito e anche la sua fidanzata. Arisa è un genio, pur avendo solo 12 anni, si è già diplomata presso una famosa università, e il suo saggio è sulle più famose riviste professionali. Lei è anche brava nelle faccende di casa. Alla fine del 4° romanzo, si trasferisce a vivere con i membri del Consiglio degli studenti. Mentre la maggior parte dei membri del consiglio degli studenti preferiscono dire che l'impegno non conta a causa della sua età, Akiko è l'unica che la vede come un rivale d'amore. Tuttavia, dopo un litigio su chi è meglio per Akito, le due decidono di lavorare insieme ed accorgersi in seguito che Akito vede entrambe come le sue sorelle, piuttosto che un potenziale interesse amoroso. Ha l'abitudine di restare in silenzio e mostrare le emozioni sul suo viso, così carine, che le persone che la vedono non possono resistere ad accettare la sua volontà.
Kaoruko Jinno (神野 薫子?, Jinno Kaoruko)
Doppiato da: Megumi Takamoto
Editor personale di Koichiro Shindo. Kaoruko è preoccupata del complesso del fratello di Akiko e cerca in tutti i modi di risolvere il problema.

## Media

### Light novel
OniAi è iniziata come una serie di light novel, scritta da Daisuke Suzuki, con le illustrazioni di Gekka Urū. La serie è stata pubblicata dalla Media Factory sotto l'impronta della MF Bunko J, etichetta editoriale in collaborazione con la Media Factory. Il primo volume è stato pubblicato in Giappone il 24 dicembre 2010, e dal 21 settembre 2013 i volumi in totale sono 10.

### Manga
Un adattamento manga della serie, scritto da Kurō Rokushō, ha iniziato la serializzazione nel numero di dicembre 2011 della rivista della Media Factory, Monthly Comic Alive. La serie è stata inoltre pubblicata in 5 volumi, tra il 23 febbraio 2012, e il 23 ottobre 2013. Un'altra serie manga scritta da Akira Yamane, dal titolo Sakigake!! Onii-chan dakedo Ai sae Areba Kankeinai yo ne! (魁!! お兄ちゃんだけど愛さえあれば関係ないよねっ?) è stata pubblicata sul Monthly Comic Alive tra luglio 2012 e marzo 2013. Il suo primo volume è stato commercializzato il 22 novembre 2012.

### Drama CD
Un Drama CD viene distribuito in edizione limitata insieme al settimo volume, pubblicato il 21 settembre 2012.

### Anime
Una serie televisiva anime, basata sulla serie di light novel, diretta da Keiichiro Kawaguchi e prodotta dallo studio Silver Link, è andata in onda in Giappone tra il 5 ottobre e il 21 dicembre 2012, rimandato in onda in seguito anche dalla Funimation. La serie è stata distribuita in Blu-ray Disc e DVD in Giappone in 6 volumi tra dicembre 2012 e maggio 2013.

#### Sigle
La sigla di apertura dell'anime è Self Producer di Minori Chihara, mentre la sigla di chiusura è Life-Ru is Love-Ru!! (Lifeる is LOVEる!!??) delle Liliana Sisters, gruppo formato da Ibuki Kido, Minori Chihara, Asami Shimoda and Eri Kitamura. La sequenza di immagini utilizzata per la sigla di apertura ha attirato una certa attenzione a causa delle allusioni sessuali e incestuose in esse presenti.